# Sönke Sönksen
Sönke Sönksen, född 2 mars 1938 i Meldorf, Schleswig-Holstein, död 15 november 2024, var en tysk tävlingsryttare som tävlade för Västtyskland under sin aktiva karriär.
Han tog OS-silver i lagtävlingen i hoppning i samband med de olympiska ridsporttävlingarna 1976 i Montréal.